# Vincenc z Orsini-Rosenbergu
Vincenc Ferrerius hrabě z Orsini-Rosenbergu (německy Vinzenz Ferrerius Dominikus Joseph Johann Nepomuk Graf von Orsini-Rosenberg, 27. prosince 1722 Klagenfurt – 3. července 1794 Klagenfurt) byl rakouský šlechtic, politik a státní úředník ve službách Habsburků. Od mládí působil ve státních úřadech, nakonec byl místodržitelem v Kraňsku (1773–1774) a Korutansku (1774–1782). Po matce byl blízce spřízněn s moravskou rodinou Kouniců, jeho bratrancem byl dlouholetý státní kancléř Václav Antonín z Kounic-Rietbergu.

## Životopis

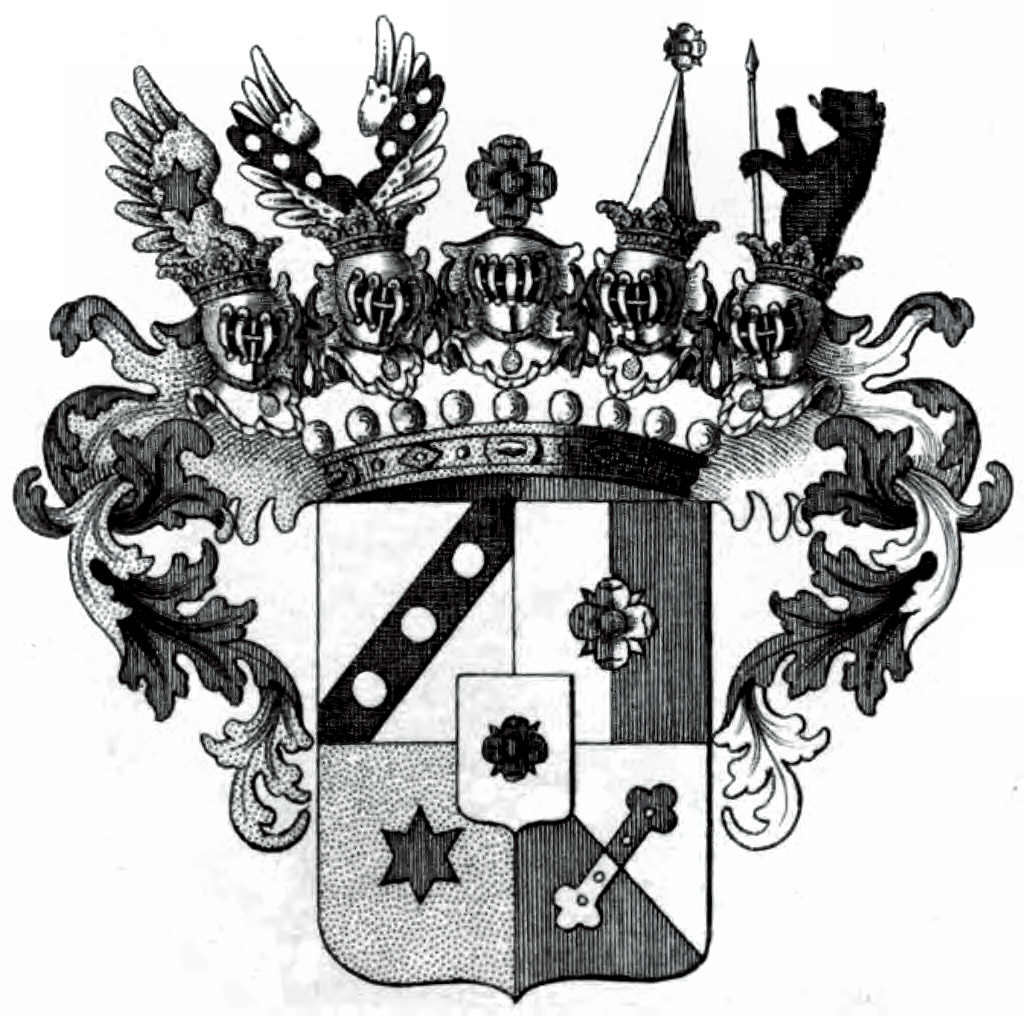
Erb rodu Orsini-Rosenberg

Pocházel ze šlechtického rodu Orsini-Rosenbergů, byl jediným císařského diplomata Filipa Josefa z Orsini-Rosenbergu (1691–1765) a jeho manželky Marie Dominiky, rozené Kounicové (1689–1756). Původně studoval v domácím prostředí a u jezuitů, poté absolvoval kavalírskou cestu a studoval v Namuru, právnické vzdělání nakonec dokončil ve Štýrském Hradci. V roce 1742 byl jmenován císařským komorníkem a poté doprovázel svého otce na diplomatických cestách po Evropě během války o rakouské dědictví. Krátce sloužil také v armádě a poté vstoupil do státních služeb. Začínal v roce 1749 jako zemský rada v Korutanech, od roku 1751 byl vládním radou v Dolním Rakousku a následně ve Štýrsku.
V roce 1763 byl jmenován císařským tajným radou, v letech 1773–1774 byl místodržitelem v Kraňsku a v letech 1774–1782 v Korutanech. V těchto funkcích realizoval četné reformy v duchu tereziánského osvícenství, v Klagenfurtu nechal postavit nemocnici a sirotčinec. Po reorganizaci státní správy dědičných rakouských zemí v roce 1782 byly Korutany přičleněny ke Štýrsku, Orsini-Rosenberg byl odvolán z funkce guvernéra a náhradou obdržel alespoň dědičnou hodnost zemského hofmistra v Korutanech.
Od roku 1790 byl předurčeným dědicem knížeho titulu svého bratrance Františka Xavera (1723–1796), dlouholetého císařského nejvyššího komořího, který byl bezdětný. Dalším knížetem z Orsini-Rosenbergu se v roce 1796 stal Vincencův syn František Serafín (1761–1832), který se proslavil jako vojevůdce v napoleonských válkách.

## Majetkové a rodinné poměry

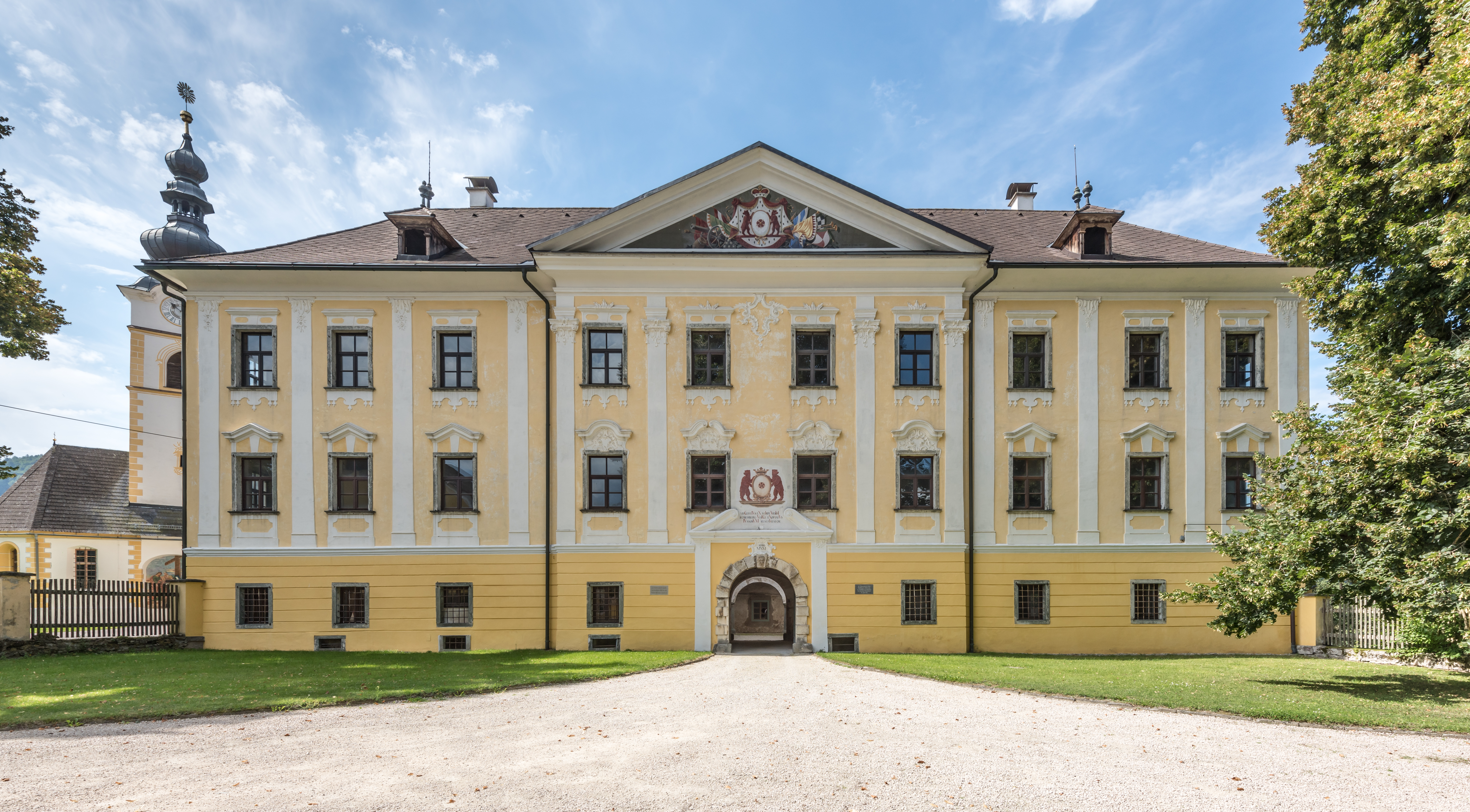
Zámek Grafenstein (Korutansko), hlavní rodové sídlo

Po otci byl dědicem několika panství v Korutansku, krátce po převzetí majetku musel ale přistoupit k prodeji nebo pronájmu velké části dědictví, aby uhradil vysoké dluhy zanechané otcem z jeho diplomatických misí. Majetkové ztráty se nedotkly panství Grafenstein a Lerchenau (respektive Altgrafenstein), která měla statut fideikomisu. Ve stylu rokoka nechal přestavět hlavní rodové sídlo zámek Grafenstein v Korutansku.
V roce 1756 se ve Štýrském Hradci oženil s hraběnkou Marií Juliánou ze Stubenbergu (1738–1804), pozdější dámou Řádu hvězdového kříže. Z jejich manželství pocházelo osm dětí, nejstarší dvě dcery zemřely v dětském věku.
- 1. Filipína Marie Juliána (1758–1768)
- 2. Gabriela Terezie (1760–1766)
- 3. František Serafín kníže z Orsini-Rosenbergu (1761–1832), c. k. tajný rada, komoří, generál jízdy, rytíř Řádu zlatého rouna, Řádu Marie Terezie, 1796 dědic knížecího titulu, ∞ 1786 Marie Karolína hraběnka von Khevenhüller-Metsch (1767–1811)
- 4. Marie Dominika (1763–1820) 1786 František Xaver hrabě Koller de Nagybánya, c. k. tajný rada, župan, dědičný nejvyšší číšník Uherského království, komandér Řádu sv. Štěpána
- 5. Leopold Alois (1764–1819), c. k. komoří, rytmistr
- 6. Vincenc Ferrerius (1765–1829), c. k. komoří, hejtman
- 7. Marie Cecílie (1766–1841), dáma Řádu hvězdového kříže, ∞ 1786 Hieronymus Maria hrabě Lodron-Laterano (1766–1823), c. k. tajný rada
- 8. Marie Serafína (1769–1841), dáma Řádu hvězdového kříže, ∞ 1807 Josef hrabě Thurn-Valsassina (1771–1829), c. k. komoří, hejtman